# Marmota vancouverensis
A marmota da Ilha de Vancouver (Marmota vancouverensis) ocorre naturalmente apenas nas altas montanhas da Ilha de Vancouver, na Colúmbia Britânica. Esta espécie de marmota em particular é grande se comparada a algumas outras marmotas e à maioria dos outros roedores. As marmotas como grupo são os maiores membros da família dos esquilos, com peso dos adultos variando de 3 a 7 kg dependendo da idade e época do ano.
Embora endêmico na Ilha de Vancouver, Marmota vancouverensis agora também reside com sucesso em vários centros de reprodução em cativeiro em todo o Canadá, bem como em vários locais na Ilha de Vancouver onde a extinção local foi observada durante a década de 1990. Este é o resultado de um programa de recuperação em andamento projetado para prevenir a extinção e restaurar as populações selvagens autossustentáveis desta espécie canadense única. Devido aos esforços do programa de recuperação, a contagem de marmotas na natureza aumentou de menos de 30 marmotas selvagens em 2003, para cerca de 250–300 em 2015.

## Descrição
A marmota da Ilha de Vancouver é típica das marmotas alpinas em sua forma e fisiologia geral. No entanto, esta espécie pode ser facilmente distinguida de outras marmotas por sua rica pele marrom chocolate e manchas brancas contrastantes. Nenhuma outra espécie de marmota ocorre naturalmente na Ilha de Vancouver. A marmota da Ilha de Vancouver, como seu nome sugere, é geograficamente restrita à Ilha de Vancouver e, aparentemente, evoluiu rapidamente desde o recuo da glaciação da Cordilheira cerca de 10.000 anos antes do presente. Marmota vancouverensis é diferente de outras espécies de marmota em termos de morfologia, genética, comportamento, e ecologia.
Uma marmota adulta da Ilha de Vancouver mede normalmente de 56 a 70 centímetros da ponta do nariz à ponta da cauda. No entanto, os pesos mostram uma grande variação sazonal. Uma fêmea adulta que pesa 3 kg quando sai da hibernação no final de abril pode pesar 4,5 a 5,5 kg no início da hibernação no final de setembro ou outubro. Os machos adultos podem ser ainda maiores, chegando a pesar mais de 7 kg. Em geral, as marmotas perdem cerca de um terço de sua massa corporal durante os seis meses e meio em que hibernam durante o inverno.

## História de vida, características do habitat e tendências populacionais
Como todas as marmotas, as marmotas da Ilha de Vancouver vivem em tocas e são herbívoros obrigatórios. Foi documentado que as marmotas da Ilha de Vancouver comem mais de 30 espécies de plantas alimentícias, geralmente mudando de gramíneas no início da primavera para plantas como tremoços no final do verão. marmotas hibernam por vários períodos, dependendo das características do local e das condições climáticas anuais. As marmotas selvagens da Ilha de Vancouver hibernam, em média, cerca de 210 dias por ano, geralmente do final de setembro ou início de outubro até o final de abril ou início de maio. Eles geralmente hibernam por períodos mais curtos em cativeiro.
Normalmente, as marmotas da Ilha de Vancouver se reproduzem pela primeira vez aos três ou quatro anos de idade, embora algumas tenham se reproduzido aos dois anos. marmotas se reproduzem logo após emergirem da hibernação. A gestação é estimada em aproximadamente 30-35 dias. O tamanho da ninhada é em média de 3-4 filhotes, e os filhotes desmamados geralmente surgem acima do solo pela primeira vez no início de julho.
Levantamentos sistemáticos de marmotas têm sido realizados desde 1979, com esforço de contagem variável e cobertura da Ilha. Prados adequados são raros  comparação com as regiões próximas do continente colombiano britânico ou da península olímpica do estado de Washington; a escassez de habitat é considerada a principal razão para a raridade desta espécie de marmota. A maioria das marmotas vive acima de 1000 metros de altitude em prados voltados para o sul a oeste. Acredita-se que as populações se expandiram durante a década de 1980. Alguns prados naturais podem ser mantidos longe de árvores invasoras por neve e avalanches periódicas ou incêndios.

## Estado de conservação
As causas do declínio da população de marmotas são numerosas. No longo prazo (ou seja, períodos envolvendo milhares de anos), as mudanças climáticas causaram aumentos e declínios do habitat alpino aberto que constitui o habitat adequado para marmotas. Em escalas de tempo mais recentes, a dinâmica da população pode ter sido influenciada por padrões climáticos de curto prazo e mudanças sistemáticas na paisagem. Em particular, corte raso de floresta em baixas elevações prováveis padrões de dispersão alterados. As marmotas subadultas geralmente se dispersam nos prados subalpinos em que nasceram. A dispersão envolve a travessia de florestas de coníferas de planície e vales para outros prados subalpinos. No entanto, o corte raso proporcionou às marmotas novas áreas abertas que constituem o habitat. Infelizmente, a rápida regeneração da floresta torna esses habitats feitos pelo homem inadequados ao longo de alguns anos. Um estudo concluiu que os cortes desmatados, portanto, agem como uma espécie de "sumidouro" da população em que as taxas de reprodução e sobrevivência a longo prazo são reduzidas ao ponto da insustentabilidade  Um estudo de 2005 concluiu que a principal causa do declínio recente é a predação "associada com silvicultura e abundância alterada de predadores e padrões de caça ". Os principais predadores das marmotas da Ilha de Vancouver incluem águias-reais (Aquila chrysaetos), pumas (Puma concolor) e lobos (Canis lupus).
A queda populacional também pode ser devido ao efeito Allee, em homenagem ao zoólogo Warder Clyde Allee. Allee propôs que os animais sociais requerem uma massa crítica para sobreviver, porque a sobrevivência requer atividades em grupo, como alerta de predadores e migração. Um declínio abaixo desse limite precipita um declínio rápido. O ecologista Justin Brashares sugere que pelo menos parte do comportamento grupal da marmota seja aprendido, de modo que a perda da "cultura" da marmota fez com que se tornassem mais solitárias e interajam mais agressivamente do que cooperativamente quando se encontram.
A ameaçada marmota da Ilha de Vancouver continua sendo um dos mamíferos mais raros do mundo. Em 1997, havia tão poucos números de marmotas na Ilha de Vancouver que os administradores deram o passo ousado de capturar algumas para criar um "barco salva-vidas genético" e, portanto, criar a possibilidade de restaurar as populações selvagens. As primeiras marmotas foram para o Zoológico de Toronto em 1997, mas esse esforço inicial foi rapidamente seguido por esforços feitos pelo Zoológico de Calgary e pelo Centro de Conservação e Reprodução de Mountainview em Langley, BC. A Marmot Recovery Foundation também construiu uma instalação dedicada a marmotas em Mt. Washington, Ilha de Vancouver, para facilitar ainda mais a reprodução em cativeiro e o condicionamento pré-soltura. A ideia fundamental era produzir marmotas de uma maneira que facilitasse seu eventual retorno à natureza.
Em 1998 nasceu um novo modelo de recuperação de espécies envolvendo governo, indústria privada e doadores públicos. Um censo no final de 2003 resultou na contagem de apenas 21 marmotas selvagens conhecidas por estarem presentes na Ilha de Vancouver. Após essas descobertas, as marmotas foram libertadas do cativeiro em diferentes lugares para tentar fazer com que a população voltasse a um número razoável.
Essas marmotas ainda são classificadas como ameaçadas de extinção. O programa cumulativo de reprodução em cativeiro tem crescido constantemente, com 130 indivíduos em cativeiro (2010) e 442 filhotes desmamados nascidos em cativeiro desde 2000. Vários indivíduos foram liberados para Strathcona Provincial Park, Mount Cain, Mount Washington e mais ao sul montanhas. De 2003 a 2010, a Marmot Recovery Foundation e o Ministério do Meio Ambiente da Colúmbia Britânica libertaram 308 marmotas de volta à natureza. Mais lançamentos são esperados nos próximos anos para aumentar a população selvagem, estimada em 250-300 indivíduos em 2010, e 350-400 indivíduos em 2013.

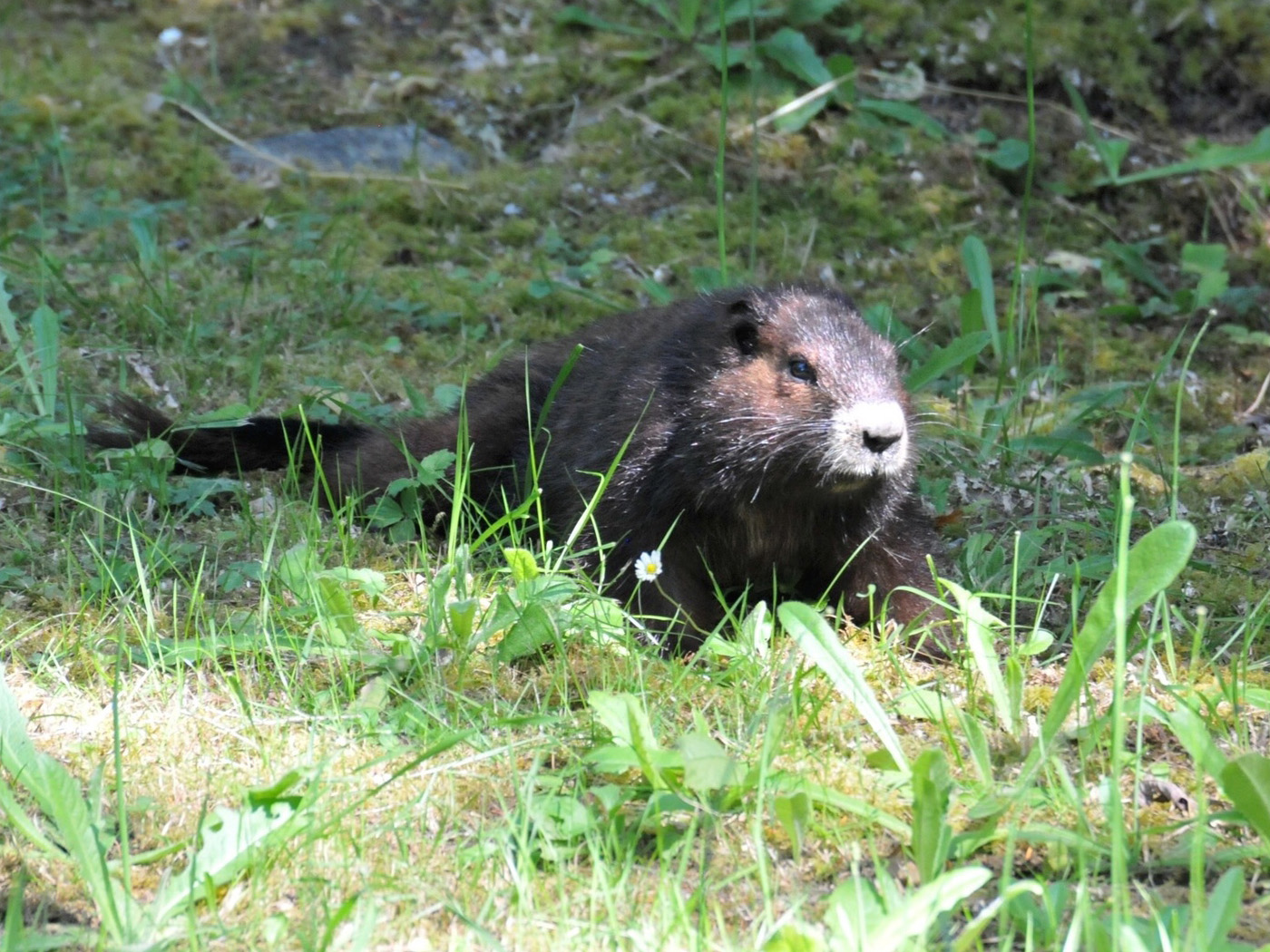
Marmota vancouverensis

## Espécies relacionadas
Com base em análises genéticas, os parentes mais próximos da marmota da Ilha de Vancouver são a marmota caligata (Marmota caligata) e a marmota olímpica (Marmota olympus). Há algum debate, por motivos genéticos, sobre qual das duas espécies continentais próximas está mais intimamente relacionada à marmota da Ilha de Vancouver ou quando as marmotas chegaram pela primeira vez à ilha. As diferenças no DNA observadas entre as espécies são pequenas. Em 2009, Nagorsen e Cardini identificaram, a partir de espécimes de museu, diferenças físicas substanciais entre as espécies que só podem ser explicadas pela rápida evolução em um contexto de ilha relativamente isolado.

## Uso como símbolo
- Devido ao seu status de extinção, as marmotas da Ilha de Vancouver se tornaram um símbolo de conservação na Colúmbia Britânica.
- Mukmuk , "companheiro" dos três mascotes oficiais dos Jogos Olímpicos e Paraolímpicos de Inverno de 2010, é retratado como um membro da espécie.
- O mascote do time de hóquei Victoria Royals, "Marty the Marmot", é baseado na marmota da Ilha de Vancouver, que a equipe criou para representar a importância da espécie para a região da Ilha de Vancouver. A marmota também era o ex-mascote do agora extinto time de hóquei Victoria Salmon Kings.